# 宇野市
宇野駅、宇野港のある岡山県の市だとすると、もしかして
- 玉野市

ではありませんか？